# 요코타 비행장
요코타 비행장(横田飛行場 요코타 히코조[*], 横田基地 요코타 키치[*], Yokota Air Base, IATA: OKO, ICAO: RJTY, 관리번호: FAC 3013)은 도쿄도 다마 지역에 있는 주일 미군 사령부, 주일 미국 공군/제5공군과 항공자위대의 항공총대가 주둔하고 있는 연합 군용비행장이다.

## 역사

### 초기
일본 제국 육군 항공대의 타치카와 육군 비행장의 부속 시설로서 1940년 3월에 건설되었고, 다마 육군 비행장(多摩陸軍飛行場 다마 리쿠군 히코조[*])로 이름지어졌다. 같은해 4월 1일, 비행실험대가 타치카와에서 다마로 옮겨왔고, 1942년 10월 15일에 육군 항공심사부로 확대되었다. 항공심사부는 신형 군용기의 심사를 맡았으며, 전쟁 말기에는 연합군의 일본 본토 공습에 대항하여 임시방공비행대 "훗사(福生) 비행대"로 편성되었다. 당시 훗사 정에 가까이 있어서 비행장 근처의 주민들은 훗사 육군 비행장이라고도 불렀다.

### 군정기
종전 후, 1945년 9월 4일에 다마 시에 편입된 이후에 미국군이 도착하였고, 2일 뒤에 제1기병사단의 파견대가 도착하였다. 주일 미군은 요코타 비행장, 혹은 요코타 기지로 명명하였다. 그들은 일본군의 모든 무기를 수거하고 기지를 점거하였으며, 그 해 12월 31일부터 활주로를 폐쇄한 뒤, 공사를 시작하여 이듬해 8월 15일까지 1만 피트 길이로 확장하고, 주둔 인원의 수용을 위해 기지의 부지를 넓혔다.
이후, 일본 점령군의 거점이자, 폭격기와 정찰기, 그리고 방공 임무의 중심 거점이 되었다.
한국 전쟁동안, 요코타 비행장은 극동 공군의 폭격기 사령부와 제98폭격비행단의 본부가 되었다.

### 냉전
1974년 8월 주일 미국 겸 제5공군 본부가 제374전술항공수송비행단(374th TAW)의 구성군인 제316전술항공수송단(316th TAG)과 함께 후츄 기지에서 옮겨왔다.
1989년, 클라크 공군 기지가 필리핀 정부로 반환되어 374th TAW가 옮겨왔다.
1992년 4월 1일, 제374전술항공수송비행단에서 "전술" 명칭이 지워지고 공중기동사령부에서 태평양 공군에 이전되었다.

### 21세기
2007년 11월 2일, 유엔군 후방사령부가 캠프 자마에서 옮겨왔다.
2012년 3월 26일, 후츄 기지에 주둔하고 있던 항공자위대의 항공총대가 주일 미국 공군과의 합동성 강화를 의해 옮겨왔다.
2015년 12월 26일, 기지에 들어가기를 허락받지 않은 수상한 사람이 수상한 물건을 갖고 기지에 침입하였다. 비상 상황이 걸려 4시간 동안 기지가 폐쇄되었고, 해당 인물은 얼마안가 무단침입죄로 체포되었는데, 신원과 소지품이 무엇인지 확인되지 않았다.

## 일본과의 관계
2002년부터 일본 정부는 민간에 비행장을 개방할 것을 주장하였고, 싱크탱크는 주일 미군의 주둔 지지를 얻기 위해서는 이를 받아들 것을 주장하였다.

## 주둔
| - 미군 - 미국군 네트워크-태평양 - 국방정보시스템국 (DISA) - 주일 미군 본부 - 미국 공군 - 제5공군 본부 - 제374항공수송비행단 - 제730공중기동비행전대 - 제337항공지원비행대 - 태평양-아시아 공군 악대 - 유엔 - 국제 연합군 사령부 (후방) | - 항공자위대 - 항공총대 - 항공전술교도단 - 작전정보대 - 작전시스템운용대 - 요코타 기상대 - 요코타 지방 경무대 - 제4보급처 타치카와 지처 보안과 요코타 통관반 |

## 같이 보기
- 주일 미군의 시설 목록
- 항공자위대의 기지 목록

## 참고
1. ↑  이호건 (2015년 12월 27일). “日요코타 美공군기지, 수상한 물건 반입 한때 긴급폐쇄”. SBS 뉴스. 2016년 3월 2일에 확인함.
2. ↑  “日 요코타 미군기지 잠정 폐쇄 “수상한 남자 소포 들고 침입””. 동아일보. 2015년 12월 27일. 2016년 3월 2일에 확인함.[깨진 링크(과거 내용 찾기)]
3. ↑  “미군, 요코타 공군기지 일본 민간에 개방해야”. 연합뉴스. 2012년 10월 30일. 2016년 3월 2일에 확인함.

- “Fact Sheets > 374th Airlift Wing - History” (영어). 요코타 AB. 2012년 5월 9일. 2015년 4월 1일에 원본 문서에서 보존된 문서. 2016년 3월 2일에 확인함.